# Hyagnis vagemaculatus
Hyagnis vagemaculatus es una especie de escarabajo longicornio del género Hyagnis, subfamilia Lamiinae. Fue descrita científicamente por Breuning en 1938.
Se distribuye por Angola, Costa de Marfil, Etiopía, Uganda, República Democrática del Congo, República Sudafricana, Somalia, Tanzania y Zimbabue. Posee una longitud corporal de 7-8 milímetros. El período de vuelo de esta especie ocurre en los meses de marzo y abril.
La dieta de Hyagnis vagemaculatus incluye plantas y arbustos de la familia Mimosoideae, entre ellas, varias especies del género Acacia.